# Guinarthe-Parenties
Guinarthe-Parenties település Franciaországban, Pyrénées-Atlantiques megyében. Lakosainak száma 225 fő (2022. január 1.). Guinarthe-Parenties Autevielle-Saint-Martin-Bideren, Osserain-Rivareyte, Saint-Gladie-Arrive-Munein és Sauveterre-de-Béarn községekkel határos.

## Népesség
A település népességének változása:
| Lakosok száma | 245  | 235  | 237  | 224  | 223  | 221  | 222  | 224  | 225  |
|               | 2013 | 2015 | 2016 | 2017 | 2018 | 2019 | 2020 | 2021 | 2022 |